# Michal Orolin
Michal Orolin (* 1. října 1943 Kravany) je bývalý (česko)slovenský horolezec, zasloužilý mistr sportu. Původním povoláním letecký mechanik.

## Výstupy
V Patagonii se účastnil prvního výstupu na Cerro Fitz Roy. Na Aljašce absolvoval taktéž první výstup na horu Denali. Po neúspěšném prvním výstupu na devátou nejvyšší horu světa Nanga Parbat následoval v roce 1971 druhý výstup, kterého se Michal Orolin účastnil. Spolu s kolegou, horolezcem Ivanem Fialou se stali prvními Slováky (občany ČSSR), kteří zdolali osmitisícovku.
V roce 1973 a 1976 se uskutečnily dvě horolezecké expedice na horu Makalu, která se nachází 22 km východně od nejvyšší hory světa Mount Everest a leží na hranicích Číny a Nepálu. Makalu je pátou nejvyšší horou světa, je však považována za jednu z nejobtížněji dosažitelných, pro strmé stěny a ostré hřebeny. Makalu, která měří 8 462 metrů se však Michalu Orolinovi nepodařilo zdolat celou. Kvůli zdravotním problémům (trombóza v noze), dosáhl v roce 1976 pouze 8 300 m n. m.

## Mount Everest
V roce 1984 se Michal Orolin účastnil výstupu na Mount Everest (8 848 m n. m.) v Himálaji. Největší horu světa se mu nepodařilo zdolat z důvodu vracejících se zdravotních problémů s trombózou v noze, dokonce mu hrozilo, že nepřežije. Dále se již ze zdravotních důvodů neúčastnil žádného výstupu v Himálaji. Osudným se tento výstup stal i jeho kolegovi, horolezci Jozefu Psotkovi, který však vrcholu dosáhl spolu s Zoltánem Demjánem a Šerpou Ang Ritou. Při sestupu se Jozef Psotka zřítil 800 metrů a zahynul.

## Publikace
Veškeré své výstupy zaznamenává Michal Orolin ve své knize, která nese název Strmé cesty k Himálajam. Vydána byla v roce 1980 nakladatelstvím Šport.

## Podnikání
Po završení horolezecké kariéry se Michal Orolin založil dvě firmy, první se poté vzdal, aby se osamostatnil, protože nebyl jejím jediným zakladatelem. Druhá firma, která ještě stále úspěšně funguje, nese název Techmont helikopter company. Tato firma se věnuje oboru přepravy a montáže těžkých břemen, přepravy osob a VIP klientů. Nedávno tato společnost založila i leteckou školu, kde je možno získat pilotní oprávnění buď jako soukromý pilot vrtulníků, nebo obchodní pilot vrtulníků. Michal Orolin se tedy více méně vrátil ke svému původnímu povolání. Jeho snem v mládí bylo létat, tento sen si však uskutečnil až po horolezecké kariéře.

## Důchod
V současnosti je Michal Orolin v důchodu, vedení a práci na firmě přenechal svým synům. V roce 2013 cestoval do Jižní Ameriky, aby si připomněl prvovýstup na horu Cerro Fitz Roy.